# Sphinx morio
Sphinx morio ist ein Nachtfalter aus der Familie der Schwärmer (Sphingidae).

## Merkmale
Die Falter haben eine Flügelspannweite von 60 bis 80 Millimetern. Sie sehen dem Kiefernschwärmer (Sphinx pinastri) sehr ähnlich, viele Falter haben in ihrer Färbung jedoch einen rötlich braunen Schimmer. Die Oberseite beider Flügelpaare ist dunkler als beim Kiefernschwärmer. Hinter der Flügelader M1 verläuft ein dunkler Strich, welcher jedoch bei der Nominatunterart feiner und weniger auffällig ist, als bei Sphinx morio inouei. Bei Sphinx morio arestus ist der Strich hingegen zurückgebildet oder fehlt vollständig. Der schwarze Strich auf der Diskalzelle ist bei der Nominatunterart auffälliger und länger als bei Sphinx morio inouei. Bei Sphinx morio inouei ist die medial auf der Oberseite der Vorderflügel verlaufende schwärzlich braune Binde auffällig, wohingegen sie bei der Nominatunterart zwischen den Adern M3 und Cu2 endet und der äußere Rand des dorsalen Teils der Binde verschwimmt. Die Adern Rs und M1 auf den Hinterflügeln sind viel kürzer verzweigt als beim Kiefernschwärmer. Der Thorax und der Hinterleib sind auf der Oberseite braun gefärbt. An den Seiten des Hinterleibs befinden sich seitlich kleine, blasse Muster. Die Tegulae tragen bei der Nominatunterart im Vergleich zu Sphinx morio arestus einen breiteren schwarzen Streifen. Der blasse Bereich auf den Palpen ist begrenzt. Der Saugrüssel ist etwa halb so lang wie beim Kiefernschwärmer.
Bei der Nominatunterart sind bei den Männchen die Loben des Gnathos breiter und kürzer als beim Kiefernschwärmer. An der Harpe ist der dorsale Fortsatz abgeflacht und kürzer und nicht wie beim Kiefernschwärmer zylindrisch und länger. Der ventrale Fortsatz liegt mehr horizontal und ist distal mehr gekrümmt. Der Aedeagus ist im Gegensatz zum Kiefernschwärmer kurz und endet spitz mit starker Krümmung. Bei Sphinx morio arestus ist bei den männlichen Genitalien der obere Ast des Sacculus etwa gleich lang wie der untere und leicht gekrümmt, abgeflacht und breit. Beim  Kiefernschwärmer ist er dagegen lang, gekrümmt und zylindrisch. Bei den männlichen Genitalien ist der ventrale Fortsatz der Harpe bei Sphinx morio inouei kürzer als der dorsale.
Das Ei ist mit 2,5 mal 1,5 Millimetern dorso-ventral abgeflacht. Es ist zunächst glänzend blass grün und verfärbt sich rötlich gelb. Die Raupen werden 54 bis 65 Millimeter lang und treten vor allem in einer grünen oder braunen Farbvariante auf. Sie sehen denen des Kiefernschwärmers sehr ähnlich. Die Puppe ist 30 bis 35 Millimeter lang und ähnelt der des Kiefernschwärmers sehr. Sie besitzt aber anstelle einer frei liegenden Rüsselscheide einen stumpfen Knubbel.

## Vorkommen
Die Nominatunterart ist im Norden und Zentrum von Honshu in Japan endemisch und darüber hinausgehenden Nachweise in der Literatur fußen auf Fehlbestimmungen. Sphinx morio inouei ist ebenfalls nur auf Honshu verbreitet, tritt aber nur im Norden der Insel auf. Sphinx morio arestus ist vom westlichen Altai und dessen nördlichen Ausläufern bis Nowosibirsk im Osten verbreitet. Die Verbreitung erstreckt sich außerdem vom Altai über den Süden Sibiriens und die Mongolei bis in den fernen Osten Russlands, den Nordosten Chinas und Korea. Eine isolierte Population ist aus dem Qin Ling in Shaanxi in etwa 1500 Metern Seehöhe bekannt. Das Verbreitungsgebiet der Art überschneidet sich nicht mit dem des Kiefernschwärmers, der seine östlichen Nachweise in Kurgan und Nischni Nowgorod besitzt.
Sphinx morio arestus besiedelt kühle Lärchen- und Kiefernwälder, Sphinx morio inouei Mischwälder und die Nominatunterart montane Wälder aus Japanischer Lärche (Larix kaempferi).

## Lebensweise
Die Falter paaren sich im Gegensatz zum Kiefernschwärmer offenbar nur morgens. Dies könnte die genetische Trennung der beiden Arten erklären. Sie fliegen in der Regel in einer Generation von Mitte Juni bis Ende Juli. Gelegentlich tritt eine unvollständige zweite Generation im August auf. Sphinx morio inouei ist von Ende Juni bis Anfang August nachgewiesen. Die Nominatunterart scheint zu Sonnenauf- und -untergang zu fliegen und wird durch künstliche Lichtquellen angelockt.
Die Weibchen legen 100 bis 120 Eier ab, aus denen nach 13 bis 15 Tagen die Raupen schlüpfen. Die Raupen kann man zwischen Juli und August antreffen. Sie fressen an verschiedenen Kiefern- (Pinus) und Lärchenarten (Larix). In Sibirien findet man die Raupen von Sphinx morio arestus vor allem an Sibirischer Zirbelkiefer (Pinus sibirica), Waldkiefer (Pinus sylvestris), Sibirischer Lärche (Larix sibirica) und Dahurischer Lärche (Larix gmelinii). Im Altai kann die Art an Waldkiefern schädlich sein und dabei große Bereiche komplett entnadeln. Die Raupen haben eine ähnliche Lebensweise wie die des Kiefernschwärmers. Parasitoide, die die Art befallen, sind nicht bekannt. Die Nominatunterart frisst an Japanischer Lärche (Larix kaempferi).

## Belege